# Seno Choiseul
El seno Choiseul es un seno de las islas Malvinas que corre en dirección este-oeste, cortando al este la Isla Soledad y, junto con la Bahía de Ruiz Puente al oeste, divide por la mitad a la isla. Asimismo se encuentra al este del istmo en donde se encuentran los asentamientos de Pradera del Ganso y Puerto Darwin.
La isla Bougainville está en su boca oriental.
Fue nombrado así por Louis de Bougainville en honor al Secretario Francés de Relaciones Exteriores, el Duque de Choiseul.